# Leptoneta jeanneli
Leptoneta jeanneli là một loài nhện trong họ Leptonetidae.
Loài này thuộc chi Leptoneta. Leptoneta jeanneli được Eugène Simon miêu tả năm 1907.